# Halifax (West Yorkshire)
Halifax este un oraș în comitatul West Yorkshire, regiunea Yorkshire and the Humber, Anglia. Orașul se află în districtul metropolitan Calderdale a cărui reședință este.

## Personalități născute aici
- Henry Briggs (1561 - 1630), matematician;
- James Bolton (1735 - 1799), naturalist,  botanist, briolog, micolog, ornitolog, pteridolog;
- Ralph Winston Fox (1900 - 1936), scriitor, critic literar, istoric, jurnalist, traducător, politician;
- Barrie Ingham (1932 - 2015), actor;
- Barry Seal (n. 1937), om politic, europarlamentar;
- John E. Walker (n. 1941), chimist, Premiul Nobel pentru Chimie;
- Nick Holmes (n. 1971), cântăreț, compozitor;
- Ed Sheeran (n. 1991), cântăreț, compozitor.